# Киба, Артём Андреевич
Артём Андреевич Киба (22 ноября 2004, Петрозаводск, Россия) — российский футболист, полузащитник клуба «Ширак».

## Карьера
Начинал заниматься футболом в спортивной школе № 7 Петрозаводска у тренера Виктора Дуденкова. Затем провел в Академии футбола Крыма и участвовал детско-юношеских чемпионатах полуострова. В сентябре 2021 года Киба в 17 лет пополнил состав клуба Премьер-Лиги «Химки» и выступал за его молодёжный состав.
В 2023 года полузащитник переехал играть в Армению. Вместе с командой «Вест Армения» он стал победителем первой армянской лиги, после чего перешел в состав выступающего в Премьер-Лиге «Ширака» из Гюмри. Дебютировал в элите футболист 31 августа в матче против «Алашкерта» (2:3): на 67-й минуте Киба вышел на замену вместо Рафика Мисакяна.

## Достижения
- Победитель первой лиги Армении: 2022/23